# Soham
Soham è un paese di 9 102 abitanti della contea del Cambridgeshire, in Inghilterra.